# روغ واريور
روغ واريور (بالإنجليزية: Rogue Warrior)‏، هي لعبة فيديو إلكترونية من نوع تصويب منظور الشخص الأول، أنتجه ستوديو ريبيلين ونشره شركة بيثيسدا سوفتوركز الأمريكية، وهو من تأليف ريتشارد مارسينكو، وصدرت لأنظمة بلاي ستيشن 3 وإكس بوكس 360 ومايكروسوفت ويندوز سنة 2009م، وقصة روغ واريور يتحدث عن شخصية مارسينكو بعد أن تلقى التعليمات من البحرية الأمريكية والتي يلزم ريتشارد بالذهاب إلى كوريا الشمالية بهدف تدمير صواريخ البالستية التي تهدد أمن الولايات المتحدة.

## التقييمات
قيمت المراجعات لمنظمات إعلامية التي تهتم بالألعاب الفيديو للعبة روغ واريور على أنها من أسؤا ألعاب التصويب لمنظور الشخص الأول، وذلك لأسباب عدة ومنها : مشاكل التصويب، وصعوبة قتل الخصم عن طريق القنبلة وغيرها، حيث قيمت غيم رانكينز نسبة 29.16%